# 1890 az irodalomban
Az 1890. év az irodalomban.

## Események
- Budapesten Kiss József költő szerkesztésében megindul A Hét című szépirodalmi hetilap
- Anton Pavlovics Csehov Szibérián keresztül Szahalinra utazik; három hónapot tölt a „börtönszigeten,” majd tengeri úton (a Szuezi-csatornán át) tér vissza Moszkvába

## Megjelent új művek
- Anton Csehov elbeszélése: Guszev
- Knut Hamsun regénye: Éhség (Sult)
- Guy de Maupassant utolsó regénye: Az ember szíve (Notre Cœur)
- Octave Mirbeau regénye: Sébastien Roch
- Könyv alakban is megjelenik Bolesław Prus regénye, A bábú (Lalka)
- Lev Tolsztoj kisregénye: A Kreutzer-szonáta (Крейцерова соната)
- Jules Verne regénye: Cirkuszkocsival a Sarkvidéken át (César Cascabel)
- Oscar Wilde regénye: Dorian Gray arcképe (The Picture of Dorian Gray)
- Émile Zola regénye: Állat az emberben (La Bête humaine)

- William Morris angol iparművész, költő, író utópisztikus regénye: News from Nowhere (Hírek Seholországból)[1]

### Költészet
- Hviezdoslav verses regénye: Ežo Vlkolinský[2]

### Dráma
- Anton Pavlovics Csehov drámái nyomtatásban:
  - A manó (Леший), komédia négy felvonásban
  - Lakodalom (Свадьба), jelenet egy felvonásban
- Két német író, Arno Holz és Johannes Schlaf naturalista színműve: Die Familie Selicke[3]

### Magyar nyelven

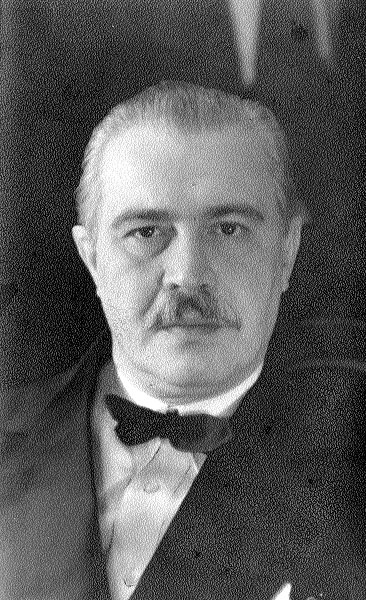
Hunyady Sándor

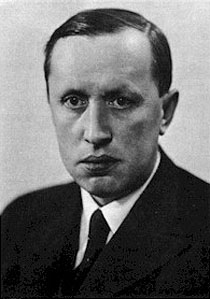
Karel Čapek

- Herczeg Ferenc regénye: Fenn és lenn
- Jókai Mór regényei:
  - A tengerszemű hölgy
  - Gazdag szegények
- Mikszáth Kálmán:
  - Magyarország lovagvárai regékben
  - Tavaszi rügyek (elbeszélések)
  - Mikszáth Kálmán munkái (Az 1890-ben induló sorozat az évek folyamán 34 kötetre duzzadt)
- Tolnai Lajos regénye: A rongyos
- Csiky Gergely:
  - Az Atlasz-család, regény
  - Örök örvény, színmű (bemutató)
  - A nagyratermett, vígjáték (bemutató)
- Elkezdődik Szinnyei József írói lexikona, a Magyar írók élete és munkái kiadása (tizennégy kötet, 1890–1914)

## Születések

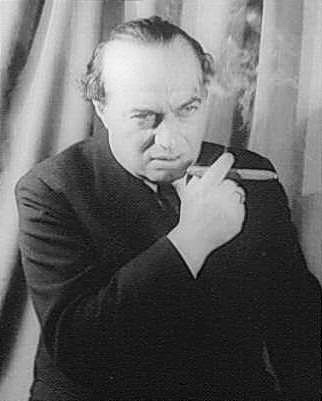
Franz Werfel

- január 9. – Karel Čapek cseh író († 1938)
- január 9. – Kurt Tucholsky német író, esszéista, publicista († 1935)
- február 10. – Borisz Paszternak Nobel-díjas (1958) orosz költő, író, esszéíró, műfordító († 1960)
- március 10. – Zolnai Béla irodalomtörténész, nyelvesztéta († 1969)
- május 25. – Várnai Zseni költő († 1981)
- július 17. – Tabéry Géza romániai magyar író, újságíró († 1958)
- augusztus 20. – Howard Phillips Lovecraft amerikai író, költő, publicista; horror novelláiról ismert († 1937)
- augusztus 25. – Hunyady Sándor regény- és drámaíró († 1942)
- szeptember 10. – Franz Werfel osztrák költő, regényíró († 1945)
- szeptember 15. – Agatha Christie angol írónő, „a krimi koronázatlan királynője” († 1976)
- december 2. – Molter Károly író, kritikus, irodalomtörténész († 1981)

## Halálozások
- január 13. – Eduard von Bauernfeld vígjátékairól nevezetes osztrák színműíró, költő (* 1802)
- május 16. – Mihkel Veske észt költő, nyelvész (* 1843)
- július 15. – Gottfried Keller svájci német költő, realista író (* 1819)
- augusztus 3. – Louise-Victorine Ackermann francia költőnő (* 1813)
- augusztus 22. – Vasile Alecsandri román költő, néprajzkutató, dramaturg, politikus, a román színjátszás és dráma megteremtője (* 1821)
- október 26. – Carlo Collodi olasz író, újságíró, publicista, a Pinokkió kalandjai című meseregény szerzője (* 1826)
- november 1. – Júlio Ribeiro brazil nyelvész, író, regényíró (* 1845)
- december 6. – Grigorij Petrovics Danyilevszkij orosz regényíró (* 1829)
- december 29. – Octave Feuillet francia regény- és drámaíró (* 1821)